# KV18
KV18, acrònim de l'anglès King's Valley, és una tomba egípcia de l'anomenada Vall dels Reis, situada a la riba oest del riu Nil, a l'altura de la moderna ciutat de Luxor. Va ser el sepulcre del faraó Ramsès X de la dinastia XX